# Lucrezia Borgia

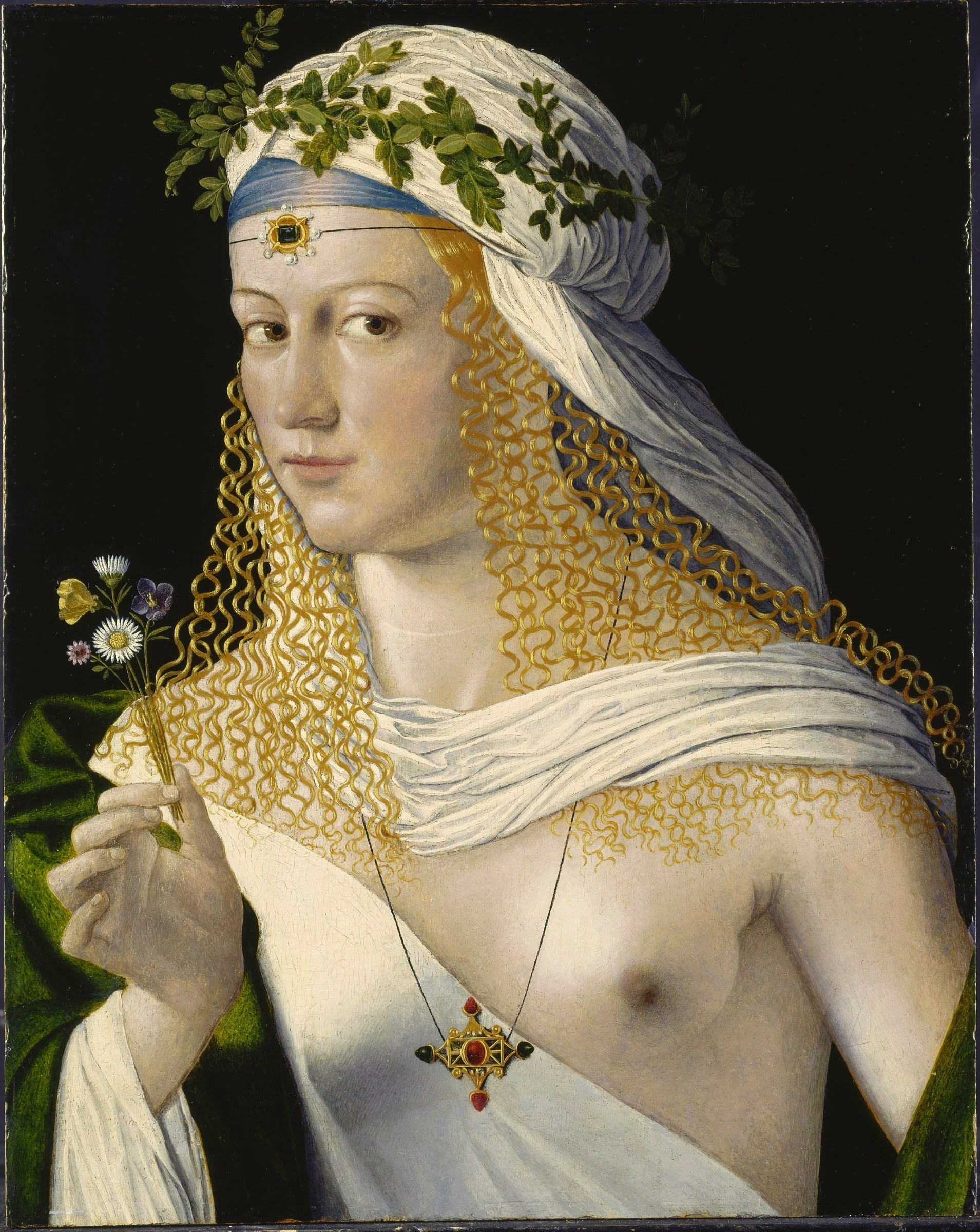
Flora van Bartolomeo Veneto, eertijds ten onrechte voor een portret van Lucrezia Borgia aangezien

Lucrezia Borgia (Subiaco, 18 april 1480 - Ferrara, 24 juni 1519) was, net als haar broer Cesare Borgia, een buitenechtelijk kind van paus Alexander VI en Vannozza dei Cattanei.
Op haar dertiende werd ze op politieke gronden uitgehuwelijkt aan Giovanni Sforza van Pesaro, van de machtige Milanese Sforza-familie. Haar echtgenoot, die twee keer zo oud was als zij, was labiel. Zij protesteerde dan ook niet toen Alexander VI het huwelijk liet ontbinden. Officieel wegens impotentie, maar officieus wegens wrijvingen tussen de beide families.
In 1498 huwde zij met Alfonso van Bisceglie, prins van Salerno en hertog van Bisceglie, zoon van koning Alfons II van Napels. Hij werd, verdacht van samenspanning met tegenstanders van de Borgia's, in 1500 op bevel van haar broer Cesare gewurgd. In 1501 huwde ze met Alfonso d'Este, de toekomstige hertog van Ferrara, een man die bezeten was door wapentuig en bordeelbezoeken. Zij wist Ferrara op te werken van een desolate plaats te midden van de moerassen tot een der voornaamste Europese kunststeden. Titiaan, Ludovico Ariosto, kardinaal Pietro Bembo en Ercole Strozzi waren vaste bezoekers in Ferrara. Ze stierf in het kraambed bij de geboorte van haar achtste kind.
Hoewel zij in verscheidene werken werd omschreven als een intrigante en gifmengster en ook werd beschuldigd van incestueuze verhoudingen met haar broer Cesare en haar vader Alexander VI, ontbreken hiervoor harde bewijzen. Als bestuurder van Ferrara genoot zij sympathie van de lokale bevolking.

## Trivia
- Lucrezia Borgia komt voor in het computerspel Assassin's Creed: Brotherhood.
- Er zijn ook een aantal biografische films over haar leven gemaakt.
- Drs. P (Heinz Polzer) schreef een hoorspel over Lucrezia Borgia, waarin hij zelf optrad als haar interviewer. De tekst verscheen in de 'Historische flitsen', gepubliceerd in 1980 bij Tiebosch, Nl.

## In film en televisie
- Liane Haid in de stille film Lucrezia Borgia van Richard Oswald uit 1922.
- Estelle Taylor in de stille film Don Juan van Alan Crosland uit 1926.
- Edwige Feuillère in Lucrezia Borgia van Abel Gance uit 1935.
- Paulette Goddard in Bride of Vengeance van Mitchell Leisen uit 1949.
- Martine Carol in Lucrèce Borgia van Christian-Jaque uit 1953.
- Constance Smith in Conspiracy of the Borgias van Antonio Racioppi uit 1959.
- Belinda Lee in The Nights of Lucretia Borgia van Sergio Grieco uit 1959.
- Olga Schoberová in Lucrezia van Osvaldo Civirani uit 1968.
- Florence Bellamy in de anthologiefilm Contes immoraux uit 1973.
- Anne-Louise Lambert in de Britse tv-serie The Borgias uit 1981.
- Sirpa Lane in The Secret Nights of Lucrezia Borgia van Roberto Bianchi Montero uit 1982.
- María Valverde in Los Borgia van Antonio Hernández uit 2006.
- Holliday Grainger in de tv-serie The Borgias (2011-2013).
- Isolda Dychauk in de tv-serie Borgia (2011-2014).